# タップクリット駅
タップクリット駅（タップクリットえき、タイ語:สถานีรถไฟทับกฤช）は、タイ王国北部ナコーンサワン県チュムセーン郡にある、タイ国有鉄道北本線の駅である。

## 概要
タップクリット駅はタイ王国北部ナコーンサワン県の、人口約6万6千人が暮らすチュムセーン郡にある。駅の正面側は西向きであり、ナーン川が駅正面側200m程の所を流れている。クルンテープ駅（バンコク）より263.68km地点に位置し、快速列車利用で5時間程度である。
二等駅であり、1日当たり10列車（5往復）が発着しその内訳は、快速列車1往復、普通列車4往復である。当駅を含むロッブリー駅より終点チエンマイ駅までは、単線区間である。

## 歴史
1897年3月26日にタイ官営鉄道最初の区間が、クルンテープ駅 - アユタヤ駅間に開業したが、それから複数回に及ぶ延伸開業をへた10年後の1907年1月24日に当駅を含むピッサヌローク駅まで延長されそれに伴い当駅も開業した。
- 1897年3月26日 【開業】クルンテープ駅 - アユタヤ駅 (71.08km)
- 1897年5月1日 【開業】アユタヤ駅 - バーンパーチー駅 (18.87km)
- 1901年4月1日 【開業】バーンパーチー駅 - ロッブリー駅 (42.86km)
- 1905年10月31日【開業】ロッブリー駅 - パークナムポー駅 (117.75km)
- 1907年1月24日 【開業】パークナムポー駅 - ピッサヌローク駅 (138.66km)

## 駅構造
単式ホーム1面1線をもつ地上駅であり、駅舎はホームに面している。